# Piazza della Costituzione (Montevideo)
Plaza de la Constitución (Piazza della Costituzione) è la piazza più antica di Montevideo, in Uruguay. Situata nel centro del quartiere storico di Ciudad Vieja, è popolarmente conosciuta come Plaza Matriz poiché si trova di fronte alla Cattedrale metropolitana di Montevideo.

## Storia
La piazza deve il suo nome ufficiale al fatto di essere stata il luogo in cui, il 18 luglio 1830, fu adottata la prima Costituzione della neonata Repubblica Orientale dell'Uruguay. Nell'antica città coloniale e durante i primi decenni dell'indipendenza dell'Uruguay, questo luogo era il centro della vita nazionale. È situata di fronte al Cabildo, sede del governo coloniale (opera di Tomás Toribio), e alla chiesa Matriz (Cattedrale metropolitana), dove sono conservate le spoglie mortali di Fructuoso Rivera, Juan Antonio Lavalleja e Venancio Flores.
La piazza funge attualmente da importante zona commerciale e turistica. Nelle sue vicinanze si trovano alcuni ministeri, banche e istituzioni culturali, oltre a locali con un'offerta gastronomica variegata.

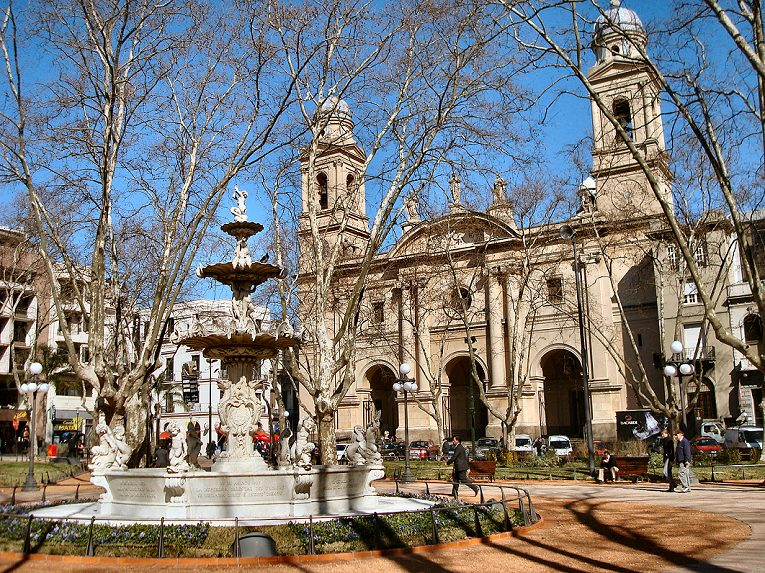
Vista su Plaza Matriz con la Cattedrale metropolitana di Montevideo
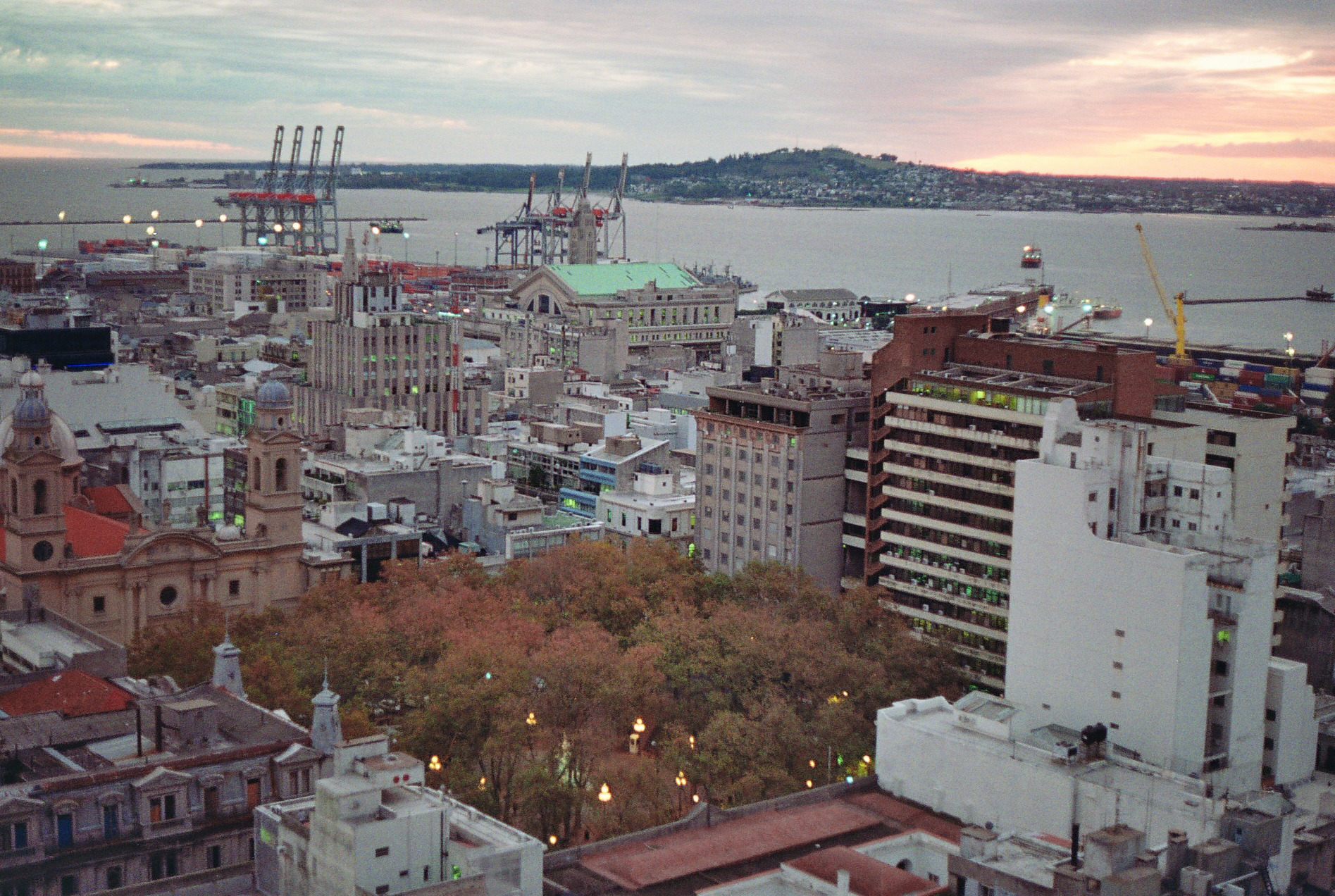
Vista dall'alto di Plaza Matriz